# INA - Industrija nafte
INA - Industrija nafte, o INA (in italiano: Industria Petroli) è la compagnia petrolifera di stato croata.

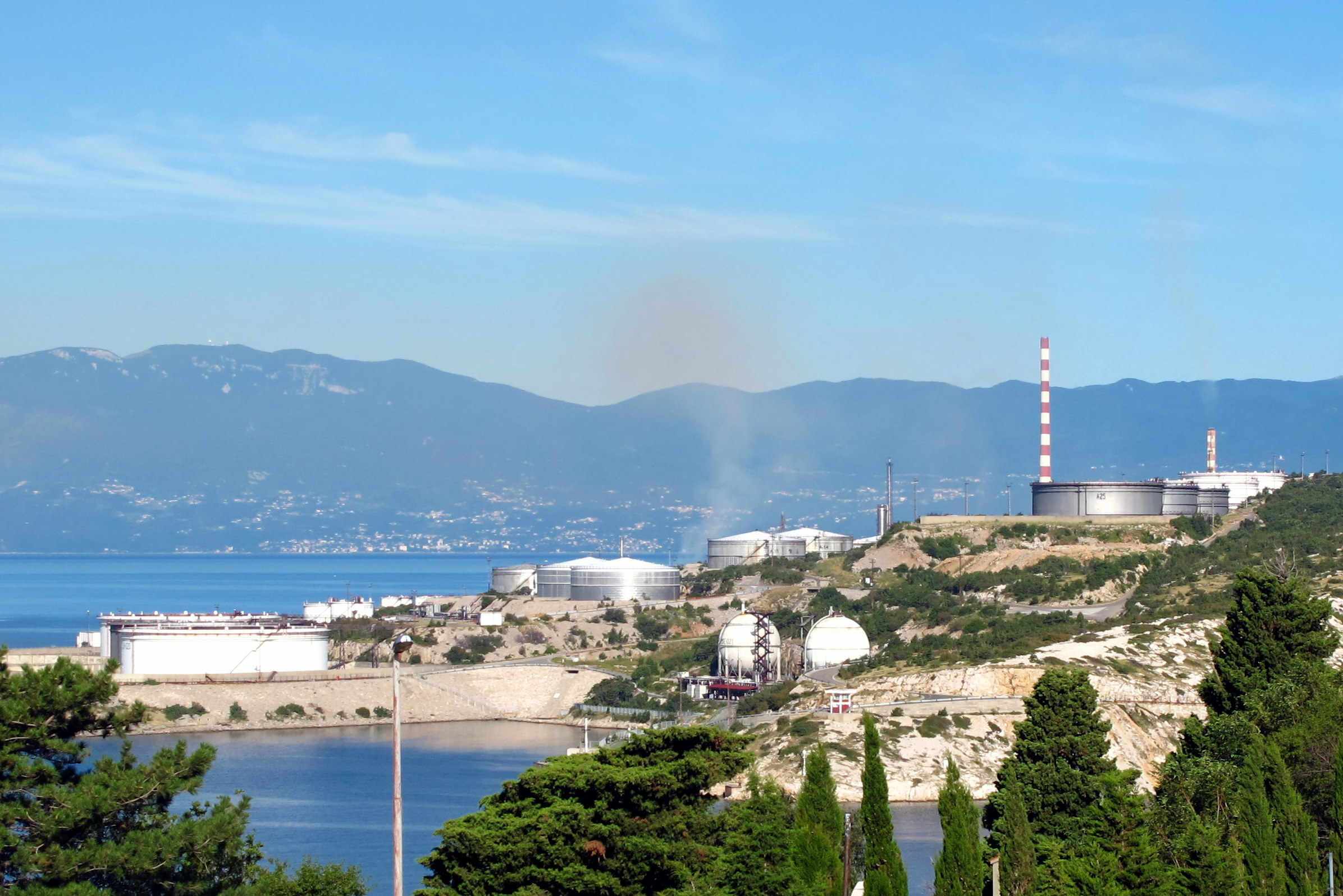
Raffineria di petrolio a Porto Re, vicino a Fiume

La compagnia è quotata alla Borsa di Zagabria ed è stata quotata anche al London Stock Exchange, la borsa valori di Londra; si occupa di ricerca e produzione di olio combustibile e gas derivati dal petrolio, e del commercio del petrolio e dei suoi derivati.
Il gruppo INA comprende le controllate PROplin, che si occupa dell'offerta di gas liquido, Crosco dell'offerta nelle stazioni di servizio, STSI per i servizi tecnici e Maziva-Zagreb per la produzione di lubrificanti. INA possiede un'importante quota di JANAF, la società degli oleodotti.

## Storia
L'azienda è stata fondata 1º gennaio 1964 anno della fusione della compagnia petrolifera Naftaplin e raffinerie in Rijeka e Sisak.
Nel 1968 l'azienda mise in funzione, un grande impianto per la produzione di fertilizzanti minerali a Kutina.
Nel 1974, l'INA ha firmato un contratto per costruire un gasdotto attraverso il territorio dell'allora Jugoslavia, creando una societa' che gestisse direttamente l'opera la JANAF.
Il gasdotto è stato messo in funzione nel 1979.
Nel 1993 la società è stata trasformata in una società per azioni. Inizialmente, il 100% delle azioni era di proprietà dello Stato croato, nel 2003, il 25% delle azioni sono state acquistate dalla società ungherese MOL . Nel 2006, le azioni della società sono state messe in contrattazione alla Borsa di Zagabria, comunque lo Stato croato ha mantenuto una quota del 44.84%.

## Azienda
L'attuale assetto societario dell'azienda è:
- (47.16% di azioni) di proprietà della compagnia petrolifera ungherese MOL
- (44.84%) Stato croato
- (7,9%) investitori privati .

Il Gruppo INA è una società costituito da un'unità centrale INA, e da un certo numero di società affiliate, che tutte insieme, formano il gruppo INA. Il numero dei dipendenti INA è di 8.876 persone, il numero di dipendenti del Gruppi INA è il di 14.217 persone. Il Presidente del Consiglio d'Amministrazione è Zoltán Áldott.
Il Gruppo INA come profitto è la più grande azienda della Croazia, secondo i dati per il 2010, il suo fatturato è pari a 24 miliardi di kune (3,5 miliardi €) . inoltre INA è la prima azienda croata per esportazione nel 2011, l'azienda ha esportato merci e servizi per 10,47 miliardi di kune.

## Attività estrattiva
Il Gruppo INA è impegnato nell'esplorazione, produzione e trasporto di petrolio e di gas. L'azienda è impegnata anche in attività al di fuori della Croazia, in particolare, conduce l'esplorazione e la produzione di giacimenti di petrolio e di gas in Angola e l'Egitto. La società comprende due grandi raffinerie di petrolio a Fiume e Sisak. 
La società possiede anche una fabbrica per la produzione di fertilizzanti minerali a Kutina e un certo numero di industrie petrolchimiche più piccole.
Tra le società affiliate del Gruppo INA:
- PROplin (produzione di gas naturale liquefatto)
- Crosco (foratura)
- STSI (servizi tecnici)
- MAZIVA-Zagabria (la produzione di lubrificanti).

INA possiede anche una partecipazione in JANAF, un importante oleodotto nei Balcani.
La società possiede una rete di 454 stazioni di rifornimento con il marchio «INA» in Croazia e nei paesi balcanici.